# André Borsche

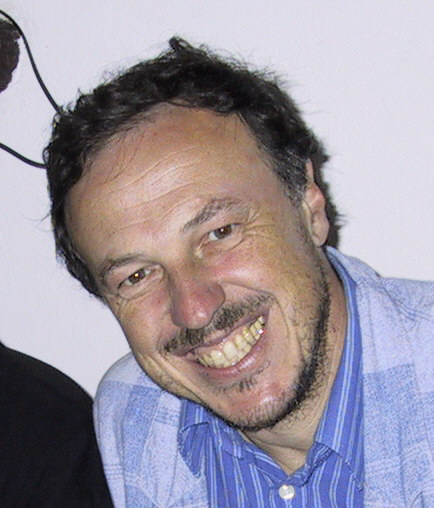
André Borsche

André Borsche (* 1955 in Berlin) ist ein deutscher Arzt.

## Leben
Borsche studierte Medizin in Berlin und Freiburg. Nach der Promotion absolvierte er die chirurgische Facharztausbildung in Karlsruhe. Es folgte die  Spezialisierung auf Plastische Chirurgie in Ludwigshafen und Frankfurt am Main unter Gottfried Lemperle. Von 1995 bis 2023 war Borsche Chefarzt für Plastische Chirurgie am Diakonie-Krankenhaus der Stiftung kreuznacher diakonie.
Seit 1996 ist Borsche Leiter der Interplast-Sektion Bad Kreuznach und engagiert sich regelmäßig zusammen mit seiner Frau Eva Eisenhardt-Borsche für plastisch-chirurgische Hilfsprojekte. Von 1999 bis 2011 war er Vorsitzender von Interplast-Germany. 2019 wurde er wieder in dieses Amt gewählt. Für seine ehrenamtlichen Einsätze mit Interplast in Entwicklungsländern wurde er mit dem Bundesverdienstkreuz ausgezeichnet. 2009 und erneut 2021 wurde Borsches Abteilung für Plastische, Rekonstruktive und Ästhetische Chirurgie im Diakonie-Krankenhaus durch den Präsidenten der deutschen Plastischen Chirurgen als beste Weiterbildungsstätte für Plastische Chirurgie in Deutschland ausgezeichnet.
Seit 2004 ist Borsche Mitglied der International Society of Aesthetic Plastic Surgery und wurde 2011 in das Humanitarian Board von IPRAS, dem Weltverband der Plastischen Chirurgen, gewählt. 2011 nahm Borsche die Erich-Lexer-Medaille der Deutschen Gesellschaft für Chirurgie für Interplast entgegen. 2013 wurde er gemeinsam mit seiner Frau für sein langjähriges Engagement in Entwicklungsländern mit dem Kinderschutzpreis des Landesverbandes Rheinland-Pfalz des Deutschen Kinderschutzbunds ausgezeichnet. 2014 erhielt er durch die Ärztekammer die Johannes-Müller-Medaille. 2018 wurde er von Ministerpräsidentin Malu Dreyer mit dem Landesverdienstorden ausgezeichnet. Die Deutsche Gesellschaft für Plastische, Rekonstruktive und Ästhetische Chirurgie zeichnete André Borsche 2023 mit der Dieffenbach-Medaille aus. Mit ihr ehrt die Gesellschaft Persönlichkeiten, die sich um die Plastische und Ästhetische Chirurgie verdient gemacht haben. 2024 wurde er gemeinsam mit seiner Frau Ehrenbürger der Stadt Bad Kreuznach.
André Borsche ist der Sohn des Malers Georg W. Borsche und der Neffe des Schauspielers Dieter Borsche.

## Filme über André Borsche
- André Borsche. Plastischer Chirurg. Mehr als ein neues Gesicht. SWR1 Leute, 23. Mai 2022.[13]
- Der Meisterchirurg. Das Lebenswerk eines Plastischen Chirurgen. SWR, 2. November 2023.[14]